# 赵迁 (十六国)
赵迁（？—？），天水郡新县（今甘肃省天水市秦州区）人，前秦、后秦官员。

## 生平
建元十二年（376年）十月，刘卫辰被代国所逼迫，向着前秦求救，秦王苻坚派幽州刺史、行唐公苻洛为北讨大都督，率领幽州和冀州的十万军队进攻代国；又派并州刺史俱难、镇军将军邓羌、尚书赵迁、李柔、前将军朱肜、前禁将军张蚝、右禁将军郭庆率领步兵骑兵二十万人，东边从和龙出兵，西边从上郡出兵，与苻洛汇合，以刘卫辰为向导。
建元十六年（380年）十月，秦王苻坚任命尚书赵迁为洛州刺史。
建元二十年（384年）八月，东晋太保谢安上奏请求乘着淝水之战的胜利，北伐中原，前锋都督谢玄攻到下邳，前秦徐州刺史赵迁放弃彭城逃回长安。
建元二十一年（385年）六月，慕容冲攻入长安，前秦司隶校尉权翼、尚书赵迁、大鸿胪皇甫覆、光禄大夫薛赞、扶风郡太守段铿等文武百官数百人投奔姚苌。
建初元年（386年），姚苌在长安称帝，设置百官。姚苌与群臣酒宴，酒喝得尽兴时，姚苌说：“各位爱卿与我曾经都是前秦的大臣，如今忽然成为君臣，不会羞愧吗？”赵迁说：“天不会以陛下成为天的儿子而羞愧，臣等怎么会以做臣子而羞愧？”姚苌大笑。
赵迁后来出任尚书左仆射，死在长安。刘裕消灭后秦姚泓，将赵迁的子孙迁徙到建业。但赵迁六世孙赵超宗的墓志显示其近代祖先清河郡太守赵某在后秦灭亡后迁居到梁州汉中地区，在刘宋为官。